# Felipe Sicilia
Felipe Jesús Sicilia Alférez  (Lopera, Jaén, 15 de diciembre de 1979) es un policía, politólogo, sociólogo y político español, diputado en las Cortes Generales por Jaén y portavoz de la Ejecutiva Federal del PSOE entre octubre de 2021 y julio de 2022.

## Biografía
Nació el 15 de diciembre de 1979 en el municipio jiennense de Lopera aunque desde muy pequeño vivió en Bailén, ciudad en cuya agrupación socialista milita. Se licenció en Ciencias Políticas y Sociología por la Universidad de Granada, aunque profesionalmente es funcionario del Cuerpo Nacional de Policía. Como afiliado al PSOE, ha sido secretario general de Juventudes Socialistas de Bailén y diputado del Parlamento de Andalucía entre 2007 y 2011. Fue concejal de Economía y Hacienda en el ayuntamiento de Bailén. En las elecciones generales de 2011 fue en las listas de su partido por Jaén y obtuvo el escaño de diputado. Repitió como diputado tras las elecciones generales de 2015, 2016 y las de abril y noviembre de 2019.
En octubre de 2021 fue nombrado portavoz de la Ejecutiva del PSOE, en el XL Congreso del partido. En julio de 2022, tras un Comité Federal liderado por Pedro Sánchez, impulsado por los resultados socialistas en las elecciones andaluzas, fue sustituido por la ministra de Educación Pilar Alegría.